# Celestino Torres Rodríguez
Celestino Torres Rodríguez (Puebla del Brollón, Lugo, 1921 - La Coruña, 16 de agosto de 2005) fue un empresario y político español que fue diputado del Parlamento de Galicia y alcalde de Monforte de Lemos.

## Trayectoria
Empresario del sector de la madera, fue vocal del Consejo Económico Sindical de Galicia y del Consejo Provincial de Empresarios. En las primeras elecciones democráticas fue elegido alcalde de Monforte de Lemos por Unión de Centro Democrático (UCD), formación a la que nunca se afilió. Fue uno de los fundadores de Coalición Galega en 1983. En las municipales de 1983 volvió a ser elegido alcalde, esta vez por Coalición Galega. En 1985 renunció a la alcaldía por ser elegido diputado del Parlamento de Galicia por el PSdeG-PSOE, aunque conservó el acta de concejal. 
En las municipales de 1987 volvió a ser elegido alcalde de Monforte de Lemos por Converxencia Nacionalista Galega, lo mismo que en las municipales de 1991, renunciando otra vez en septiembre de 1993 por ser elegido de nuevo diputado en el Parlamento de Galicia, ahora como independiente dentro del grupo socialista. 
En las municipales de 2003 se presentó por Iniciativa Galega (INGA) y fue elegido concejal. Ya enfermo de gravedad, declinó la oferta del PPdeG que le cedía la alcaldía y se decantó por apoyar con su voto la formación del gobierno del BNG con apoyo del PSdeG-PSOE.
Falleció el 16 de agosto de 2005 y todos los grupos de la corporación de Monforte de Lemos acordaron por unanimidad declararlo hijo adoptivo de la localidad. Fue enterrado en su municipio natal, Puebla del Brollón.